# Mark Seibert
Mark Seibert (* 9. April 1979 in Frankfurt am Main) ist ein deutscher Musicaldarsteller.

## Leben

### Ausbildung
Mark Seibert begann schon während seiner Schulzeit mit dem Tanzen. Er begann sein Studium an der Musikhochschule Wien, wechselte aber dann ans Konservatorium Wien, wo er sein Studium 2005 abschloss. Sein zuvor begonnenes Studium der Betriebswirtschaftslehre beendete er erst später im Rahmen eines Fernstudiums.

### Künstlerische Laufbahn
Von März 2004 bis Januar 2005 spielte Seibert den Engel „Pygar“ am Wiener Raimundtheater, wo er 2005/2006 war er in der Rolle des Tybalt in Romeo & Julia zu sehen war. Ab 2006 sang er Radames im Musical Aida in Berlin, Leipzig, Bregenz und München. Von November 2007 bis September 2008 stand er in Stuttgart als Erstbesetzung als Fiyero bei der Deutschlandpremiere von Wicked – Die Hexen von Oz auf der Bühne. Von Dezember 2008 bis Januar 2010 war er in Berlin als „Ranger“ in der Musicaladaption des Films Der Schuh des Manitu zu sehen.
2010 tourte er bis März Best of Musicals durch Deutschland und war anschließend bis Oktober 2011 im Musical We Will Rock You als Galileo zu sehen. Danach war er bis 2012 in der Rolle „Der Tod“ mit dem Musical Elisabeth auf Tour. Diese Rolle spielte er daraufhin auch am Wiener Raimundtheater.
2014 spielte er die Titelrolle in Jesus Christ Superstar und die Rolle des Lancelot in Artus – Excalibur. und übernahm abermals die Rolle „Der Tod“ in Elisabeth, in Shanghai, Essen und München. Anschließend spielte er bei Mozart! in Wien. Für Stage Entertainment spielte er 2016 den Grafen von Krolock im Musical Tanz der Vampire in Berlin. Im Musical Schikaneder verkörperte er die Titelrolle bei der Uraufführung 2016 am Raimundtheater. Im Herbst 2019 stand er erstmals als Edward im Musical Pretty Woman neben Patricia Meeden in Hamburg auf der Bühne.
Gemeinsam mit Jan Ammann, Patrick Stanke und Christian Alexander Müller trat Seibert seit 2010 als Gesangsformation „Musical Tenors“ auf, ebenfalls ist er Mitglied der Gesangsformation „The Milestones Project“.
2010 erschien sein erstes Soloalbum Musicalballads unplugged. Nach weiteren Alben und Solokonzertreihen veröffentlichte er 2016 das Best-Of-Album Mark Seibert – So Far! Seine größten Musicalerfolge bis jetzt! mit Liedern aus seinen Engagements, auf dem unter anderem auch bereits bekannte Lieder neu aufgelegt oder ins Englische übersetzt wurden. Als Gäste wirken die Musicaldarsteller Roberta Valentini, Ana Milva Gomes, Barbara Obermeier und Sabrina Weckerlin mit.
Im Sommer 2024 spielte Seibert die Hauptrolle des Prof. Henry Higgins neben Anna Rosa Döller als Eliza Doolittle in My Fair Lady bei den Seefestspielen Mörbisch.

### Privates
Seibert ist seit September 2023 verheiratet und hat mit seiner Frau einen Sohn (* 2021) und eine Tochter (* 2024). Er lebt in Österreich.

## Engagements und Repertoire  (Auswahl)

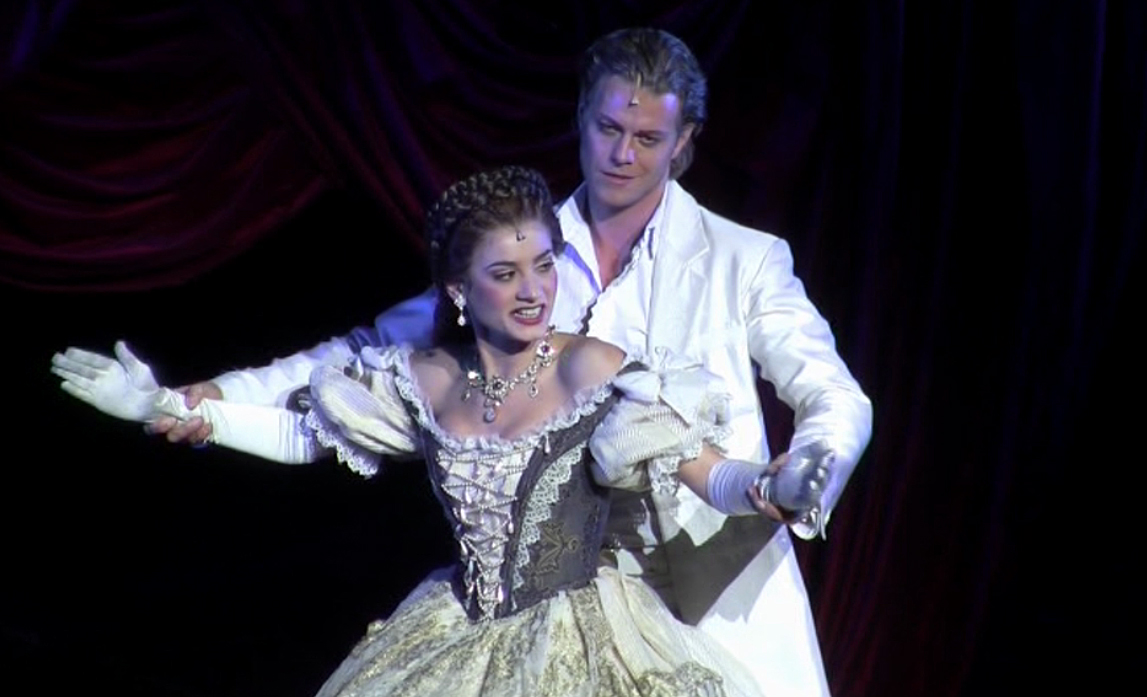
Mark Seibert mit Alice Macura in Elisabeth

- 2002: Tom in Time Out! Festspiele Stockerau[9]
- 2004–2005: Pygar in Barbarella, Raimundtheater Wien
- 2004: Harry in Company
- 2004: Willard in  Footloose, Musical Sommer Amstetten
- 2005–2006 Tybalt in Romeo & Julia, Raimundtheater Wien
- 2006–2007: Radames in Aida, Tournee Deutschland und Österreich
- 2007: Claude in Hair, Musical Sommer Amstetten
- 2007/2008: Fiyero in Wicked, Palladium Theater Stuttgart
- 2008–2010: Ranger in Der Schuh des Manitu, Theater des Westens Berlin
- 2010–2011: Galileo in We Will Rock You, Apollo Theater Stuttgart und Theater des Westens Berlin
- 2011–2014: Tod in Elisabeth, Tournee Deutschland und Schweiz und Raimundtheater
- 2013/2014: Jesus in Jesus Christ Superstar, Oper Bonn
- 2014: Lancelot in Artus Excalibur, Theater St. Gallen
- 2015–2016: Hieronymus Colloredo in Mozart! (Raimundtheater Wien)
- seit 2016: Graf von Krolock Tanz der Vampire (Theater des Westens Berlin, Ronacher Wien und Musical Dome Köln)
- 2016–2017: Schikaneder in Schikaneder (Raimundtheater Wien)
- 2018: Gerold in Die Päpstin (Spotlight Fulda) (D)
- 2018: Clyde Barrow in Bonnie & Clyde (Stadttheater Baden)
- 2019–2020: Edward Lewis in Pretty Woman (Theater an der Elbe Hamburg)
- 2022: Robin Hood in Robin Hood (Spotlight Fulda)[10]
- 2020, 2022–2023: der Tod in Elisabeth (Schlosspark Schönbrunn)[11]
- 2022–2024: Maxim de Winter in Rebecca (Raimundtheater Wien)[12]
- 2024: Prof. Henry Higgins in My Fair Lady (Seefestspiele Mörbisch)

## Diskografie
Solo-Alben
- Musicalballads Unplugged (Sound of Music; 2010)
- Live In Concert (Sound of Music; 2011)
- WithYou The Unusual Way (Sound of Music; 2012)
- …so far! (Sound of Music; 2016)
- Mark mal anders (Hit Squad; 2019)
- The Christmas Album (Sound of Music; 2020)

Cast-Alben
- Romeo & Julia. Deutschsprachige Erstaufführung aus dem Raimund Theater (Hit Squad; 2005)
- Wicked. Die Hexen von Oz. Ensemble Palladium Theater Stuttgart (Polydor; 2007)
- Elisabeth, Jubiläums-Tournee Cast (2011/2012)
- Elisabeth, Wien Revival Cast – Gesamtaufnahme (2012)
- Artus – Excalibur, Original St. Gallen Cast (2014)
- Mozart!, Wien Revival Cast – Gesamtaufnahme (2015)
- Schikaneder, Original Wien Cast (2016)
- Rebecca, Wien Revival Cast – Gesamtaufnahme (2022)

Studio-Cast-Alben
- The Count of Monte Cristo, Studio Cast (2008)
- Carmen – Das Musical, Studio Cast (2019)
- Robin Hood – Das Musical, Studio Cast (2021)

## Filmografie (Auswahl)
- 2024: SOKO Linz – Magic Moment (Fernsehserie)

## Auszeichnungen
- 2014: 2. Platz bei den „Musical 1“ Musicalwahlen 2014 – „Bester Musicaldarsteller“.
- 2015: 2. Platz bei den „Musical 1“ Musicalwahlen 2015 – „Beliebtester Musicaldarsteller“.
- 2016: 3. Platz bei den „Musical 1“ Musicalwahlen 2016 – „Beliebtester Musicaldarsteller“[13]
- 2016: Österreichischer Musiktheaterpreis – Krone Musicalpreis für die Darstellung des Colloredo in Mozart[14]
- 2017: 1. Platz bei den „Musical 1“ Musicalwahlen 2017 – „Beliebtester Musicaldarsteller“.[15]
- 2018: 2. Platz bei den „Musical 1“ Musicalwahlen 2018 – „Beliebtester Musicaldarsteller“.[16]